# 85 f.Kr.

## Händelser

### Efter plats

#### Romerska republiken
- Lucius Cornelius Sulla besegrar återigen Archelaios i det under första mithridatiska kriget avgörande slaget vid Orchomenos.

## Födda
- Marcus Junius Brutus, romersk senator och statsman, Caesars mördare (född omkring detta år)
- Tiberius Nero, far till kejsar Tiberius

## Avlidna
- Gaius Julius Caesar, romersk prokonsul i provinsen Asia